# (33733) 1999 NU32
1999 NU32 (asteroide 33733) é um asteroide da cintura principal. Possui uma excentricidade de 0.11337260 e uma inclinação de 11.93367º.
Este asteroide foi descoberto no dia 14 de julho de 1999 por LINEAR em Socorro.